# Мельникова, Екатерина Александровна
https://ekaterinamelnikova.ru/glavnaya/
Екатерина Александровна Мельникова (род. 21 июля 1966, Москва, СССР) — российская органистка, солистка Московской Государственной Академической Филармонии, лауреат международных конкурсов.

## Биография
Екатерина Мельникова родилась в семье потомственных музыкантов. Увлечение музыкой началось с раннего детства — в 4-летнем возрасте Екатерина начинает сочинять первые музыкальные произведения; спустя 5 лет — пишет балет. Начальное и среднее музыкальное образование получила в Центральной музыкальной школе при Московской государственной консерватории. С отличием окончила Московскую Государственную Консерваторию имени П. И. Чайковского по двум специальностям — орган и музыковедение, аспирантуру-стажировку при Московской государственной консерватории по специальности «орган».
Без экзаменов была принята в аспирантуру лондонской Королевской академии музыки — классы Nicholas Danby и Gillian Wier (интерпретация) и Naji Hakim  (импровизация). Лауреат первой премии юношеского международного конкурса «Концертино Прага» (1981 (ф-но) ,премии Лэди Бёдж по органной импровизации (Лондон, 1998) и Международного конкурса органистов им. Микаэла Таривердиева (Россия, 1999, звание лауреата и специальный приз Санкт-Петербургской филармонии «За самую яркую концертную программу»).
С 2005 по 2008 год Екатерина Мельникова занимала пост главного органиста Кафедрального Собора Непорочного Зачатия Пресвятой Девы Марии в Москве. В течение нескольких лет вела класс органной импровизации в Российской Академии Музыки им. Гнесиных.
С 2008 года активно гастролирует как за границей так и по России и бывшим республикам (Грузия, Казахстан и др.)

## Концертная деятельность
После окончания аспирантуры лондонской Королевской академии музыки, Екатерина Мельникова долгое время жила в Великобритании. Основную гастрольную деятельность вела в странах Европы, выступая в таких знаменитых органных залах, как Вестминстерское Аббатство, Leeds Town Hall, Соборы Св. Павла в Лондоне, собор Нотер Дам в Париже, La Trinite в Париже, Кёльнском, а также в Концертном зале им. П. И. Чайковского, Светлановском зале Московского Международного Дома Музыки, Большом и Малом залах Московской Консерватории, в залах Санкт-Петербурга, многих городов России, Италии, Испании, Германии, Швейцарии и других стран, в том числе Ближнего Востока. Постоянный участник органных фестивалей в Европе.
С 2009 года активно выступает в центральных залах Москвы и крупных городов России с экспериментальными программами, сделанными в формате органных шоу. Екатерина Мельникова — первая в России отказалась от академического построения органных концертов и представляет публике театрализованные органные перформансы, аналогов которым нет в мире. Яркие световые эффекты, видеоинсталляции, лазерное шоу, современный электронный саунд сопровождают концертные выступления органистки. Ломая стереотип академического исполнителя, Екатерина Мельникова нередко сталкивается с неприятием её творчества части публики, не готовой к новым формам в органном искусстве.
Концерты Екатерины Мельниковой регулярно проходят при полных залах.

### Факты из творческой деятельности
- первая в мире соединила в одном органном концерте орган и индийский классический танец (причем, исполняла все сама), а также орган и ситар (исполняла Субшри Джанардан)
- первая исполнила за рубежом органную музыку М.Таривердиева
- первая и единственная русская органистка, чьи органные транскрипции издаются в США
- в концерте Екатерины Мельниковой «Школа Антонио Сальери» впервые в Москве был исполнен «Реквием» Антонио Сальери (в версии для хора и органа Е. Мельниковой)
- впервые в России соединила звук органа и лазерное шоу
- впервые использовала современные световые эффекты на органном концерте в Концертном зале им. П. И. Чайковского
- впервые на академической сцене Концертного зала им. П. И. Чайковского сделала номер орган с хард-рок группой «Пилигрим»[8].

### Сотрудничество
Выступала с такими дирижёрами, как Владимир Федосеев, Владимир Понькин, Дмитрий Яблонский, Paolo Olmi, с оркестрами Московской филармонии, Большим Симфоническим им. П. И. Чайковского, Камерным Московской консерватории, Ливанским Симфоническим. Принимала участие в концерте Терем-Квартета. Постоянно сотрудничает с хором «Vetrate di Voci» п/у профессора Алексея Рудневского, Ансамблем ударных инструментов Марка Пекарского, ансамблем солистов The POCKET SYMPHONY п/у Назара Кожухаря

### Фестивали
Екатерина Мельникова регулярно участвует в престижных органных фестивалях, в том числе и по линии Министерства Культуры РФ, представляя органную культуру России за рубежом. Среди фестивалей, в которых принимала участие Екатерина Мельникова: Prestige de l’Orgue Международный Органный фестиваль Жана Гийу (2002г), Международный Музыкальный Фестиваль «АльБустан» Ливан (2002,2004 гг.), Фестиваль Искусств «Русская Зима» Москва, Берлин (2003,2004, 2009 гг.), Международный кинофестиваль в Лидсе, Великобритания (2003 г.), Ежегодный Органный Фестиваль, Испания (2004, 2009 гг.), «Lady’s First» Химмерод, Германия (2010 г.),  — Международные Музыкальные фестивали в Англии (в том числе Warwick, St.Albans, Oundle)  Международный органный фестиваль в Монако и многие другие. С 2018 года является художественным руководителем международного органного фестиваля в Волер (Норвегия). Westminster Cathedral Grand Organ Festival 2019. 

## Нотные издания
Значительную часть репертуара Екатерины Мельниковой составляют органные транскрипции современной и классической музыки. Наиболее известные и крупные произведения изданы в США. В 2005 году инаугурация отреставрированного органа в University Chapel Принстонского Университета началась с исполнения транскрипции «Карнавала Животных» Екатерины Мельниковой. С 2017 регулярно издаётся в престижном немецком издательстве «Carus Verlag». 
- Carnival of the Animals — Camille Saint-Saëns (tr. Ekaterina Melnikova) — Wayne Leupold Edition (США)
- Polovetzkaya Pliaska, Polovtsian Dances from Prince Igor — Alexander Borodin (tr. Ekaterina Melnikova) — Wayne Leupold Edition (США)
- The Barber of Seville [Overture] — Gioacchino Rossini (tr. Ekaterina Melnikova) — Wayne Leupold Edition (США)

Екатерина Мельникова
Симфоническая поэма на стихи 
Шарля Бодлера "Музыка"
1919 год Московская Консерватория

## Дискография
- Handel, Organ Concertos, with the Moscow Philharmonic Orchestra conducted by Dmitry Yablonsky. Tchaikovsky, Children’s Album and Saint-Saens, Carnival of the Animals, both transcribed for the organ by E. Melnikova. — Bel Air Music (записано в Кафедральном Соборе Монако)
- Quo Vadis? — Bomba Music (киносъемка и запись в St. Bavo Cathedral, Haarlem, Голландия).
- «Музыка Великих» — Aedus Production (запись в Кафедральном Соборе г. Турку, Финляндия и концертном зале Калининградской Филармонии)
- Dea Incognita MSCO
- Северное Сияние  MSCO
- Игры Бога  MSCO

## Преподавательская деятельность
- класс Органной импровизации в Российской Академии им. Гнесиных
- Ундл-Кэмбридж, Лондон — Летние Международные Органные школы (Великобритания)
- Queen Margaret’s School for Girls, Йорк, Великобритания
- мастер-классы Американский Университет, Бейрут (Ливан)

- Страница на сайте Московской филармонии